# لوماري متوسط
لوماري متوسط (الاسم العلمي:Lomariopsis intermedia) هو نوع من النبات يتبع جنس اللوماري من الفصيلة اللومارية.